# Telchinia
Telchinia is een geslacht van vlinders uit de onderfamilie van de Heliconiinae van de familie van de Nymphalidae. Vrijwel alle soorten van dit geslacht komen voor in het Afrotropisch gebied. Er is één uitzondering: Telchinia issoria die in het Oriëntaals gebied voorkomt. 

## Soorten
- Telchinia acerata (Hewitson, 1874)
- Telchinia actinotina (Lathy, 1903)
- Telchinia acuta (Howarth, 1969)
- Telchinia alberta (Eltringham, 1911)
- Telchinia alalonga (Henning & Henning, 1996)
- Telchinia alciope (Hewitson, 1852)
- Telchinia alciopoides (Joicey & Talbot, 1921)
- Telchinia althoffi (Dewitz, 1889)
- Telchinia amicitiae (Heron, 1909)
- Telchinia anacreon (Trimen, 1868)
- Telchinia anacreontica (Grose-Smith, 1898)
- Telchinia ansorgei Grose-Smith, 1898
- Telchinia aubyni (Eltringham, 1912)
- Telchinia aurivillii (Staudinger, 1896)
- Telchinia bankoides (Collins & Bernaud, 2021)
- Telchinia baxteri (Sharpe, 1902)
- Telchinia bergeri (Gaede, 1915)
- Telchinia bomba (Grose-Smith, 1889)
- Telchinia bonasia (Fabricius, 1775)
- Telchinia burgessi (Jackson, 1956)
- Telchinia burni (Butler, 1896)
- Telchinia buschbecki (Dewitz, 1889)
- Telchinia cabira (Hopffer, 1855)
- Telchinia calida (Butler, 1878)
- Telchinia cinerea (Neave, 1904)
- Telchinia circeis (Drury, 1782)
- Telchinia comor (Pierre, 1992)
- Telchinia conradti (Oberhür, 1893)
- Telchinia disjuncta (Grose-Smith, 1893)
- Telchinia encedana (Pierre, 1976)
- Telchinia encedon (Linnaeus, 1758)
- Telchinia encoda (Pierre, 1981)
- Telchinia esebria (Hewitson, 1861)
- Telchinia excelsior (Sharpe, 1891)
- Telchinia fornax (Butler, 1879)
- Telchinia goetzei (Thurau, 1903)
- Telchinia grosvenori (Eltringham, 1912)
- Telchinia guichardi (Gabriel, 1949)
- Telchinia hecqui (Berger, 1981)
- Telchinia humilis (Sharpe, 1897)
- Telchinia igola (Trimen, 1889)
- Telchinia induna (Trimen, 1895)
- Telchinia insularis (Sharpe, 1893)
- Telchinia issoria (Hübner, 1819)
- Telchinia iturina (Grose-Smith, 1890)
- Telchinia jodutta (Fabricius, 1793)
- Telchinia johnstoni (Godman, 1885)
- Telchinia kaduna (Pierre, 1993)
- Telchinia kakana (Eltringham, 1911)
- Telchinia kalinzu (Carpenter, 1936)
- Telchinia lia (Mabille, 1879)
- Telchinia lumiri (Bethune-Baker, 1908)
- Telchinia lusinga (Overlaet, 1955)
- Telchinia lycoa (Godart, 1819)
- Telchinia masamba (Ward, 1872)
- Telchinia masaris (Oberthür, 1893)
- Telchinia melanoxantha (Sharpe, 1891)
- Telchinia mirifica (Lathy, 1906)
- Telchinia necoda (Hewitson, 1861)
- Telchinia newtoni (Sharpe, 1893)
- Telchinia ntebiae (Sharpe, 1897)
- Telchinia obeira (Hewitson, 1863)
- Telchinia oberthueri (Butler, 1895)
- Telchinia ochrascens (Sharpe, 1902)
- Telchinia odzalae (Collins, 1997)
- Telchinia oreas (Sharpe, 1891)
- Telchinia orestia (Hewitson, 1874)
- Telchinia orina (Hewitson, 1874)
- Telchinia orinata (Oberthür, 1893)
- Telchinia parei (Henning & Henning, 1996)
- Telchinia pharsalus (Ward, 1871)
- Telchinia parrhasia (Fabricius, 1793)
- Telchinia pelopeia (Staudinger, 1896)
- Telchinia peneleos (Ward, 1871)
- Telchinia penelope (Staudinger, 1896)
- Telchinia pentapolis (Ward, 1871)
- Telchinia perenna (Doubleday, 1847)
- Telchinia pharsalus (Ward, 1871)
- Telchinia pierrei (Berger, 1981)
- Telchinia polis (Pierre, 1999)
- Telchinia pseudepaea (Dudgeon, 1909)
- Telchinia quirinalis Grose-Smith, 1900
- Telchinia rahira (Boisduval, 1833)
- Telchinia rangatana (Eltringham, 1912)
- Telchinia rileyi (Le Doux, 1931)
- Telchinia rupicola (Schultze, 1912)
- Telchinia safie (Felder & Felder, 1865)
- Telchinia sambavae (Ward, 1873)
- Telchinia semivitrea (Aurivillius, 1895)
- Telchinia serena (Fabricius, 1775)
- Telchinia silia (Mabille, 1885)
- Telchinia sotikensis (Sharpe, 1892)
- Telchinia speciosa (Wichgraf, 1909)
- Telchinia strattipocles (Oberthür, 1893)
- Telchinia supponina (Staudinger, 1896)
- Telchinia toruna (Grose-Smith, 1900)
- Telchinia ungemachi (Le Cerf, 1927)
- Telchinia uvui (Grose-Smith, 1890)
- Telchinia ventura (Hewitson, 1877)
- Telchinia vesperalis (Grose-Smith, 1890)
- Telchinia viviana (Staudinger, 1896)
- Telchinia vuilloti (Mabille, 1888)
- Telchinia wigginsi (Neave, 1904)
- Telchinia zitja (Boisduval, 1833)